# Лаптево (село, городской округ Ступино)
Лаптево — село в Ступинском районе Московской области в составе Аксиньинского сельского поселения.

## География
Расположено на севере района, на правом берегу речки Болошивка (правом притоке реки Северка), высота центра села над уровнем моря — 140 м.
Ближайшие населённые пункты: ниже по течению Болошивки, примерно в 1,5 км на север Ярцево и Василево и, примерно в 2 км на юг — Хомутово.

## История
До 2006 года входило в Большеалексеевский сельский округ.
Постановлением Губернатора Московской области от 22 февраля 2019 года № 78-ПГ категория населённого пункта изменена с «деревня» на «село».

## Население
| 2002 | 2006 | 2010 |
| ---- | ---- | ---- |
| 50   | ↘44  | ↗47  |

## Инфраструктура
В Лаптево на 2015 год 4 улицы.